# Okręg wyborczy Airdrie and Shotts
Okręg wyborczy Airdrie and Shotts powstał w 1997 r. i wysyła do brytyjskiej Izby Gmin jednego deputowanego. 

## Deputowani do brytyjskiej Izby Gmin z okręgu Airdrie and Shotts
- 1997–2005: Helen Liddell, Partia Pracy
- 2005–2010: John Reid, Partia Pracy
- od 2010: Pamela Nash, Partia Pracy